# Tohi à dos vert
Arremonops chloronotus
Espèce
Statut de conservation UICN

 LC  : Préoccupation mineure
Le Tohi à dos vert (arremonops chloronotus) est une espèce de passereaux appartenant à la famille des Passerellidae.

## Description
Le tohi à dos vert a une couronne parfois rayée de brun avec deux larges bandes latérales noir ou noir brunâtre séparées par une étroite bande gris ardoise. Les parties supérieures sont olive vert brillant. Le bord des ailes est jaune canari. Les côtés de la tête sont gris ardoise avec une légère ligne post-oculaire noir brunâtre ou brun noirâtre, avec la présence d'une tâche triangulaire de même couleur au niveau des yeux. Le menton et la gorge sont blanc terne. La poitrine et ses côtés sont grisâtre et vont vers le olive vert sur les flancs. L'abdomen est blanc et le dessous des ailes est olive jaunâtre.

## Répartition
Il est présent au Belize, au Guatemala, au Honduras et au Mexique.

## Habitat
Le tohi olive vit dans les forêts tropicales.

## Reproduction
Ses œufs sont blanc uni.

## Sous-espèces
D'après la classification de référence (version 10.1, 2020) du Congrès ornithologique international, cette espèce est constituée des deux sous-espèces suivantes (ordre phylogénique) :
- arremonops chloronotus chloronotus (Salvin, 1861) ;
- arremonops chloronotus twomeyi Monroe, 1963.